# Mustafa Azadzoy
Mustafa Azadzoy (* 24. Juli 1992 in Kabul, Afghanistan) ist ein afghanischer Fußballspieler, der auch die deutsche Staatsangehörigkeit besitzt.

## Leben
Azadzoy kam in Kabul, der Hauptstadt Afghanistans, zur Welt. 1993 flüchtete er im Alter von sechs Monaten mit seinen Eltern und fünf Geschwistern nach Deutschland, wo sie zunächst in Hamburg und dann in Delmenhorst lebten. Er studierte später an der Hochschule Bremen Wirtschaft und Verwaltung.

## Karriere

### Vereinskarriere
Mustafa Azadzoy begann seine Spielerkarriere als Zehnjähriger in der Jugend des Delmenhorster BV, wo er bis zur B-Jugend spielte. Dann wechselte der Mittelfeldspieler zum VfL Oldenburg, ehe er 2011 zum Konkurrenten VfB Oldenburg in die Oberliga wechselte. Hier kam Azadzoy, der parallel auch in der zweiten Mannschaft aktiv war und drei Tore erzielen konnte, 16-mal zum Einsatz. Am 25. September 2011 bei der 0:3-Niederlage gegen Eintracht Nordhorn verletzte er sich schwer und musste ins Krankenhaus transportiert werden. In der Regionalliga spielte Azadzoy zweimal. Im Januar 2013 verletzte er sich neben Christian Thölking und Alex Baal als dritter Spieler des VfB beim LzO-Cup, den Oldenburger Hallenfußball-Stadtmeisterschaften. Sein Comeback gab er am 24. April 2013 beim 1:1-Unentschieden gegen Holstein Kiel, als er in der 77. Minute für Julian Bennert eingewechselt wurde.
Am 17. August 2013 wechselte Azadzoy zum niedersächsischen Oberligisten TB Uphusen, nachdem er bereits 14 Tage bei der Mannschaft mittrainiert hatte. Am Ende der Saison belegte man den neunten Platz in der Liga und erreichte im NFV-Pokal das Halbfinale. Im Vorfeld des WM-Qualifikationsspiels gegen Syrien (2:5) am 14. Oktober 2015 erlitt Azadzoy einen Fußbruch und fiel mehrere Monate aus. Sein Vertrag wurde am 27. April 2016 aufgrund interner Differenzen mit sofortiger Wirkung aufgelöst.
Rund einen Monat später gab der BV Cloppenburg bekannt, dass Azadzoy zum Regionalliga-Absteiger wechseln soll. Im Juni 2016 erhielt der Spieler jedoch ein Angebot eines thailändischen Profivereins und bat Cloppenburg um die Freigabe für einen Wechsel, dem der Verein nachkam.
Daraufhin unterschrieb beim Tabellenführer der Thai Division 2, Nara United, seinen ersten Profivertrag bis zum Ende der Saison am 31. Dezember 2016. Er absolvierte elf Spiele, erzielte drei Tore und drei Vorlagen und verpasste als Vizemeister knapp den Aufstieg in die 2. Liga.
Zur Saison 2017 wechselte Azadzoy zum Absteiger aus der Thai Premier League Chainat Hornbill FC in die Thai Division 1. Er konnte sich direkt als Stammspieler durchsetzen und war mit elf Toren und zwölf Torvorlagen in 24 Spielen entscheidend am direkten Wiederaufstieg des Vereins beteiligt. Nach Ende der Saison gab er seinen Wechsel zum thailändischen Erstligisten Chiangrai United FC bekannt, wo er einen Zweijahresvertrag unterschrieben hat. Im Dezember 2017 wurde er für eine Saison an den Zweitligisten Chiangmai FC verliehen. Am Ende der Saison stieg man in der Thai Premier League auf. Azadzoy steuerte vier Tore in 21 Spielen zum Aufstieg bei. Zur Saison 2019 wechselte er fest zu Chiangmai. Nach dem Wiederabstieg des Klubs verließ er Chiangmai und wechselte landesintern zum neuen Zweitligisten Nakhon Pathom United FC. Nach vier Zweitligaspielen wechselte er Mitte 2020 zum thailändischen Erstligisten Trat FC nach Trat. Am Ende der Saison 2020/21 musste er mit Trat als Tabellenvorletzter in die zweite Liga absteigen. Nach der Saison wurde sein Vertrag in Trat nicht verlängert. Von Juni 2021 bis Jahresende war er vertrags- und vereinslos. Am 1. Januar 2022 verpflichtete ihn Muangthong United, von wo er direkt bis Ende Mai 2022 zum thailändischen Zweitligisten Ayutthaya United FC verliehen wurde. Nach dem Ende der Leihe wird er aber Thailand wieder verlassen und sich zurück in Deutschland dem SV Atlas Delmenhorst zur Saison 2022/23 anschließen.

### Nationalmannschaft

#### U-Nationalmannschaft
Im August 2014 wurde er für die afghanische U-23-Nationalmannschaft nominiert, die vom 19. September bis zum 4. Oktober bei den Asienspielen antritt. Die Mannschaft schied nach drei Niederlagen gegen Bangladesh (0:1), Hong Kong (1:2) und Usbekistan (0:5) als Letzter der Gruppe B aus.

#### A-Nationalmannschaft
Im Juni 2012 wurde er als einer von fünf Spielern zu einem Lehrgang für Perspektivspieler in Virginia in den USA eingeladen, wo er auch als einziger überzeugen konnte und zu einem weiteren Lehrgang in Dubai eingeladen wurde. Auch hier konnte Mustafa Azadzoy, der in seinem Umfeld „Musti“ genannt wird, überzeugen, und so wurde er für drei Länderspiele bei der Qualifikation zum AFC Challenge Cup 2014 nominiert. Sein Länderspiel-Debüt gab er am 2. März 2013 beim 1:0-Sieg gegen Sri Lanka, wo er eine Halbzeit lang spielte. Jeweils über 90 Minuten spielte Azadzoy gegen die Mongolei (1:0) und Laos (1:1), womit schlussendlich die Qualifikation gelang.
Bei den Südasienmeisterschaften erzielte Azadzoy sein erstes Tor beim 3:0-Sieg gegen Bhutan, als er in der 77. Minute das zwischenzeitliche 2:0 schoss. Am Ende wurde die Nationalmannschaft erstmals Südasienmeister nach einem 2:0-Sieg im Finale gegen Indien, wobei Azadzoy die zwischenzeitliche 1:0-Führung erzielte. Beim AFC Challenge Cup 2014 erreichte die Nationalmannschaft das Halbfinale. Auf dem Rückweg zum Mannschaftshotel nach dem letzten Gruppenspiel gegen Laos (0:0) wurde man in einen Verkehrsunfall verwickelt, infolgedessen Azadzoy schwere Prellungen erlitt und im Halbfinale gegen Palästina (0:2) und dem Spiel um Platz 3 gegen die Malediven (7:8 n. E.) ausfiel.

## Erfolge

### Verein
VfB Oldenburg
- 2011/2012 – Fußball-Oberliga Niedersachsen – 3. Platz  ▲

Chainat Hornbill FC
- 2017 – Thai League 2 – Meister  ▲

### Nationalmannschaft
Afghanistan
- 2013 – Fußball-Südasienmeisterschaft – Sieger